# Sky Ireland
Sky Ireland Limited es una filial de Sky y suministra servicios de televisión, internet y telefonía en Irlanda.
Su sede corporativa se encuentra en Dublín, que fue inaugurada por Taoiseach Enda Kenny el 18 de enero de 2013. Los servicios de banda ancha de Sky no tienen límite y son ilimitados.
Sky Ireland tiene alrededor de 900 empleados en Dublín.